# Jaime Caruana

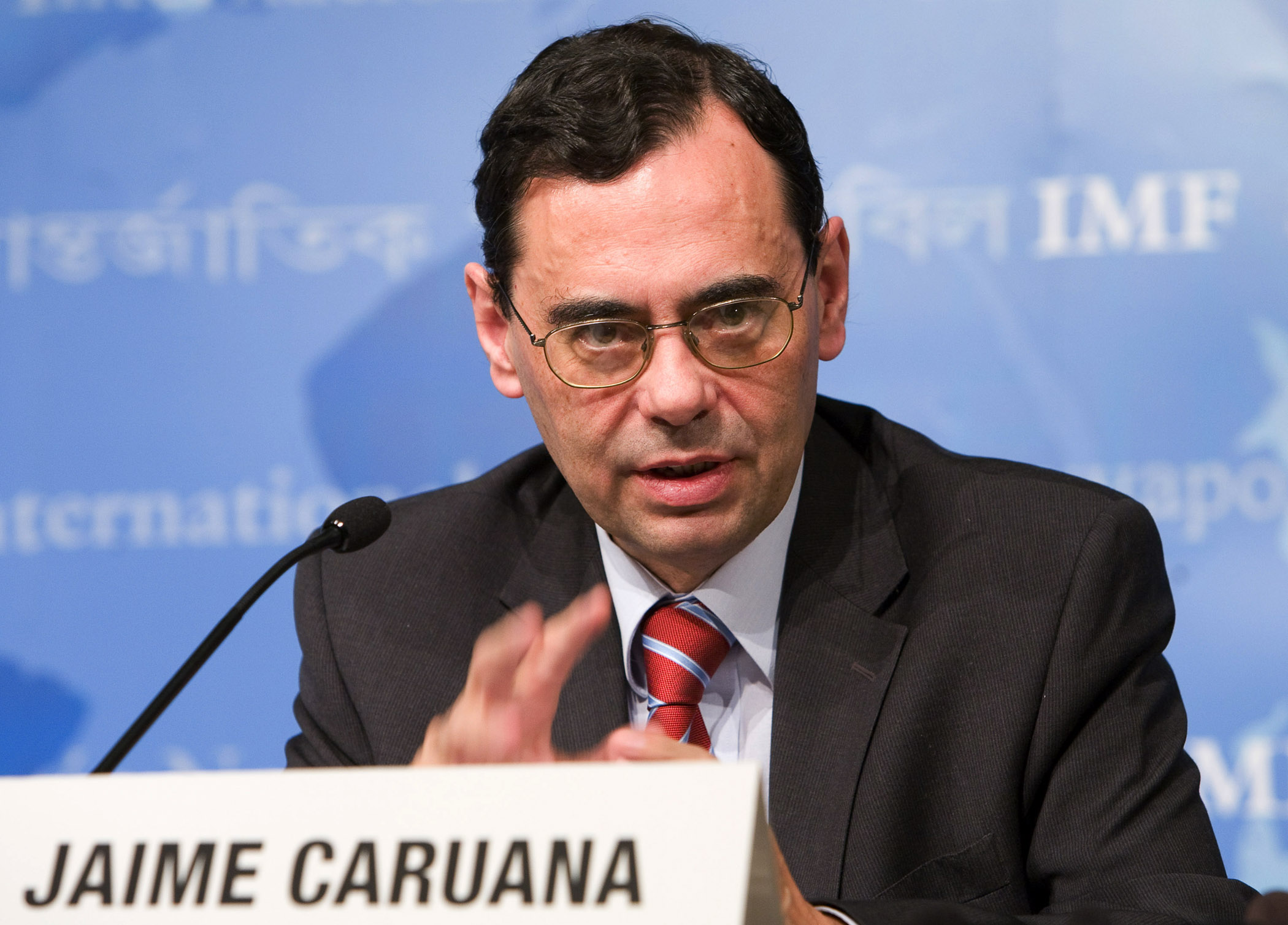
Jaime Caruana in 2008

Jaime Caruana (* 14. März 1952 in Valencia) ist der General Manager der Bank für Internationalen Zahlungsausgleich (engl. Bank for International Settlements).
Seine fünfjährige Amtszeit begann am 1. April 2009; sein Vorgänger war Malcolm Knight.
Vom 21. Juli 2000 bis Juli 2006 war er Gouverneur der Bank von Spanien. Sein Nachfolger wurde Miguel Ángel Fernández Ordóñez. 

## Leben
Caruana schloss 1974 ein Studium der Nachrichtentechnik an der UPM (Polytechnische Universität Madrid) ab.
Er wurde im Mai 2003 Vorsitzender des Basler Ausschusses für Bankenaufsicht. Caruana übernahm das Basel-II-Projekt in einer schwierigen Phase. Er gewann Respekt und Lob von beiden beteiligten Seiten (Aufsichtsbehörden und Banken); das überarbeitete Abkommen wurde im Juni 2004 fertig. Im August 2006 wurde Caruana vom damaligen IWF-Chef Rodrigo de Rato zum Berater (Financial Counsellor to the Managing Director) und Director of the Monetary and Capital Markets Department ernannt.
Während seiner sechsjährigen Amtszeit als Gouverneur der Bank von Spanien war er in dieser Funktion auch Mitglied des sechsköpfigen EZB-Direktoriums. Danach wurde er Mitglied der einflussreichen Group of Thirty.
Caruana übernahm im April 2009 die Position des Generaldirektors der Bank für Internationalen Zahlungsausgleich. Er hatte diese Rolle bis 2017 inne.